# Het verhaal van de kanunnik
Het verhaal van de kanunnik is een hoorspel van Manfred Bieler. Die Geschichte des Kanonikus werd op 2 september 1973 door de Süddeutscher Rundfunk uitgezonden. Louis Povel vertaalde het en de KRO zond het uit op dinsdag 15 april 1975. De regisseur was Léon Povel. Het hoorspel duurde 60 minuten.

## Rolbezetting
- Broes Hartman

## Inhoud
Vladimir Schmidt, kanunnik van de Praagse Teyn-kerk, wordt in een Münchens hotel door de hoteldetective bij een inbraak in andermans kamer betrapt en gearresteerd. Met het oog op het te verwachten verhoor begint hij met de formulerung van zijn bekentenis, een lang verhaal dat voorlopig schijnbaar noch met hem noch met zijn daad te maken heeft, maar dat uiteindelijk op verbluffende wijze toch verband houdt met de kanunnik…